# マンディラジャ
マンディラジャ (ジャワ語:ꦩꦤ꧀ꦢꦶꦫꦗ 英:Mandiraja) は、インドネシアの中部ジャワ州バンジャルネガラ県にある郡(kecamatan)のひとつ。同地区の面積は52.62km2、人口は2020年インドネシア国勢調査で78,090人である 。マンディラジャは、行政都市バンジャルヌガラに次ぐ同県で2番目に大きい自治体で、スディルマン空港から東に6kmの場所にある。

## 境界線
マンディラジャ郡は、南緯7°27'10"・東経109°31'22"に位置し、次の境界と接している。
| 北 | プルバリンガ県とラキト郡   |
| 南 | ケブメン県                 |
| 西 | プルワレジャ・クラムポク郡 |
| 東 | プルワネガラ郡             |

## 村の一覧
マンディラジャには16の村がある。2020年調査によるマンディラジャの各村民人口は次のとおり。
| 村名                                   | 2020年人口 |
| -------------------------------------- | ---------- |
| マンディラジャクロン(Mandirajakulon)   | 6,417      |
| マンディラジャウェタン(Mandirajawetan) | 5,042      |
| バンジェンガン(Banjengan)              | 2,472      |
| シムバン(Simbang)                      | 2,498      |
| ケバカラン(Kebakalan)                  | 1,660      |
| ケルタヤサ(Kertayasa)                  | 6,899      |
| カンディウラン(Candiwulan)             | 2,683      |
| パンギサリ(Panggisari)                 | 5,155      |
| ブリムビン(Blimbing)                   | 2,653      |
| プルワサバ(Purwasaba)                  | 7.291      |
| グレムパン(Glempang)                   | 6,585      |
| ケバナラン(Kebanaran)                  | 5,795      |
| カリウング(Kaliwungu)                  | 4,498      |
| ソマワンギ(Somawangi)                  | 9,051      |
| ジャラトゥンダ(Jalatunda)              | 5,492      |
| サラメルタ(Salamerta)                  | 5,068      |

## 地理
マンディラジャ郡はバンジャルヌガラ県南西部にある行政区域の一部で、マンディラジャ郡とプルバリンガ郡の北境まで伸びるセラユ川 (Serayu River) 流域の盆地がこの地域に含まれる。マンディラジャ郡からバンジャルヌガラ県の県都までの距離は約21kmで、標高は海抜132mである。この地域は低地と丘陵地帯で構成されており、サラメルタ村・グレムパン村・ケバナラン村・ソマワンギ村・ジャラトゥンダ村が丘陵地帯にあり、それ以外の11村は低地にある。

## 気候と天気
マンディラジャは熱帯気候で、湿度は50-90%の範囲にあり、12月-3月が最も高く7月-9月が最も低くなる。年間平均降雨量は ±2.586mm/年で雨の日は188日前後、11月から3月が雨季で、4月から10月は乾季になる。

## 人口統計
| マンディラジャ郡の民族構成(2020) | マンディラジャ郡の民族構成(2020) | マンディラジャ郡の民族構成(2020) | マンディラジャ郡の民族構成(2020) | マンディラジャ郡の民族構成(2020) |
| -------------------------------- | -------------------------------- | -------------------------------- | -------------------------------- | -------------------------------- |
| 民族                             |                                  |                                  | 割合(%)                          |                                  |
| ジャワ族                         | ジャワ族                         |                                  | 97.82%                           | 97.82%                           |
| スンダ族                         | スンダ族                         |                                  | 1.06%                            | 1.06%                            |
| アラブ系                         | アラブ系                         |                                  | 0.47%                            | 0.47%                            |
| 中国系                           | 中国系                           |                                  | 0.20%                            | 0.20%                            |
| その他                           | その他                           |                                  | 0.45%                            | 0.45%                            |

2010年の住民は63,779人だった。2020年の国勢調査で、マンディラジャ郡はバンジャルヌガラ県でプンゲラン郡とプルワネガラ郡に次いで3番目に人口が多く、16村にわたって78,090人の住民が暮らしている。マンディラジャの人口性比は96.22で、人口増加率は1.99%である。マンディラジャには様々な民族が暮らしている。ジャワ族がこの地域特有の民族で、他にはスンダ族や中国系・アラブ系の民族もいる。

## 教育
マンディラジャ郡の教育分野における成果は、同郡にある小学校段階の教育施設と密接に関係している。2018/2019年度の教員は平均16人の小学生を教授指導する。教育水準が上がるほど教員の負担も増え、中学校教育では1教員あたり平均25名の中学生を教授指導している。

## 文化
マンディラジャには、伝統的なジャワ芸術であるワヤン・クリ（影絵芝居）などの伝統文化がある。さらに、伝統的な楽器のカルン (calung) という、竹筒を複数並べたシロフォンの一種がある。

## 日本との関連
2016年、マンディラジャ郡カリウング村のヤシ糖事業発展に寄与する草の根・人間の安全保障無償資金協力（通称:草の根無償）の署名がなされ、日本の官民連携による6.5億ルピア相当の無償資金協力が実施された。